# Wendlandia merrilliana
Wendlandia merrilliana är en måreväxtart som beskrevs av John Macqueen Cowan. Wendlandia merrilliana ingår i släktet Wendlandia och familjen måreväxter.
Artens utbredningsområde är Hainan (Kina).

## Underarter
Arten delas in i följande underarter:
- W. m. merrilliana
- W. m. parvifolia